# Begonia schaeferi
Espèce
Synonymes
- Begonia ramosa Sosef[1]

Statut de conservation UICN

 NT  : Quasi menacé
Begonia schaeferi Engl. est une espèce de plantes de la famille des Begoniaceae, de la section Loasibegonia.
Présente en Afrique tropicale, elle a été décrite en 1921 par Adolf Engler.

## Étymologie
Son épithète spécifique schaeferi rend hommage à Hans Schäfer qui explora le mont Manengouba en 1910 et y collecta le premier spécimen.

## Description
C'est une petite herbe rhizomateuse à fleurs jaunes, dont la hauteur est généralement comprise entre 10 et 22 cm.

## Habitat et distribution
Elle pousse sur des roches ou parois rocheuses dans les forêts montagnardes ou submontagnardes, entre 1 500 et 2 300 m d'altitude.
Jugée « quasi menacée », l'espèce a été observée au Cameroun dans trois régions (Nord-Ouest, Ouest, Littoral), également sur le plateau Obudu (en) au Nigeria et plus récemment au Gabon. Elle pourrait donc être plus commune qu'on ne le pensait.